# Felipe Cantuarias Salaverry
Luis Felipe Cantuarias Salaverry (Lima, 15 de junio de 1966) es un abogado y dirigente deportivo peruano. Fue presidente del club Sporting Cristal entre 2011 y marzo del 2014.
Hijo de Fernando Cantuarias Alfaro y María Ángela Martha Salaverry Llosa. Es descendiente del presidente del Perú Felipe Santiago Salaverry y tataranieto del político Mariano A. Belaúnde. Curso estudios profesionales de derecho en la Pontificia Universidad Católica del Perú y obtuvo el grado de magíster en leyes con especialización en finanzas en la Universidad de Harvard.
Se dedicó íntegramente al sector privado llegando a ocupar cargos como vicepresidente de asuntos corporativos y comercial de la Compañía Minera Antamina, vicepresidente de asuntos corporativos para Latinoamérica para SABMiller y vicepresidente de asuntos corporativos en Cervecería Backus SAA. 
En el sector público ha sido Jefe de Asesores de Gabinete del Presidente de Consejo de Ministros entre 1996 y 1998. En el campo gremial es Presidente de la Sociedad Peruana de Hidrocarburos.
A fines de diciembre del 2010 fue designado por la Corporación Backus para ocupar el cargo de Presidente del Club Sporting Cristallogrando en el 2012 obtener el campeonato nacional luego de seis temporadas y fortalecer institucionalmente al club a la par que dar el impulso inicial al reforzamiento de sus divisiones menores. Ocupó ese cargo hasta el 31 de marzo del 2014.